# Prémio Tanizaki
O Prémio Tanizaki (谷崎潤一郎賞 Tanizaki Jun'ichirō Shō), assim nomeado em honra do novelista japonês Junichiro Tanizaki, é um dos prémios literários mais prestigiados do Japão.
O prémio Tanizaki foi estabelecido em 1965 pela editora Chūō Kōronsha Inc., para comemorar o seu 80º aniversário. É atribuído anualmente a obras de ficção ou drama do mais elevado mérito literário, escritas por profissionais. O vencedor tem direito a uma placa comemorativa e a um milhão de ienes.

## Lista de vencedores
- 1965 – Kojima Nobuo com Hōyō kazoku (抱擁家族)
- 1966 – Shusaku Endo com Chinmoku (沈黙)
- 1967 – Kenzaburo Oe com Manen gannen no futtoboru (万延元年のフットボール) e Abe Kobo com Tomodachi (友達)
- 1968 – Prémio não atribuído
- 1969 – Enchi Fumiko com Shu wo ubau mono; Kizu aru tsubasa; Niji to shura (朱を奪うもの/傷ある翼/虹と修羅)
- 1970 – Yutaka Haniya com Yami no naka no kuroi uma (闇のなかの黒い馬) e Yoshiyuki Junnosuke com Anshitsu (暗室)
- 1971 – Noma Hiroshi com Seinen no wa (青年の環)
- 1972 – Maruya Saiichi com Tatta hitori no hanran (たった一人の反乱)
- 1973 – Kaga Otohiko com Kaerazaru natsu (帰らざる夏)
- 1974 – Usui Yoshimi com Azumino (安曇野)
- 1975 – Minakami Tsutomu com Ikkyū (一休)
- 1976 – Fujieda Shizuo com Denshin ugaku (田紳有楽)
- 1977 – Shimao Toshio com Hi no utsuroi (日の移ろい)
- 1978 – Nakamura Shinichiro com Natsu (夏)
- 1979 – Tanaka Komimasa com Poroporo (ポロポロ)
- 1980 – Kono Taeko com Ichinen no banka  (一年の牧歌)
- 1981 – Fukazawa Shichiro com Michinoku no ningyotachi (みちのくの人形たち) e Goto Akio com Yoshinodayu (吉野大夫)
- 1982 – Oba Minako com Katachi mo naku (寂兮寥兮)
- 1983 – Furui Yoshikichi com Asagao (槿)
- 1984 – Kuroi Senji com Gunsei (群棲) e Takai Yuichi com Kono kuni no sora (この国の空)
- 1985 – Haruki Murakami com Sekai no owari to haado boirudo wandaa rando (世界の終わりとハードボイルド・ワンダーランド)
- 1986 – Hino Keizo com Sakyu ga ugoku yo ni (砂丘が動くように)
- 1987 – Tsutsui Yasutaka com Yumenokizaka bunkiten (夢の木坂分岐点)
- 1988 – Prémio não atribuído
- 1989 – Prémio não atribuído
- 1990 – Hayashi Kyoko com Yasurakani ima wa nemuri tamae (やすらかに今はねむり給え)
- 1991 – Inoue Hisashi com Shanhai Mūn (シャンハイムーン)
- 1992 – Setouchi Jakucho com Hana ni toe (花に問え)
- 1993 – Ikezawa Natsuki com Mashiasu giri no shikkyaku (マシアス・ギリの失脚)
- 1994 – Tsujii Takashi com Niji no misaki (虹の岬)
- 1995 – Tsuji Kunio com Saigyo kaden (西行花伝)
- 1996 – Prémio não atribuído
- 1997 – Hosaka Kazushi com Kioku no kisetsu (季節の記憶) e Miki Taku com Roji (路地)
- 1998 – Tsushima Yuko com Hi no yama - yamazaruki (火の山―山猿記)
- 1999 – Takagi Nobuko com Tokō no ki (透光の樹)
- 2000 – Tsujihara Noboru com Yudotei Maruki (遊動亭円木) e Ryu Murakami com Kyoseichu (共生虫)
- 2001 – Kawakami Hiromi com Sensei no kaban (センセイの鞄)
- 2002 – Prémio não atribuído
- 2003 – Tawada Yoko com Yōgisha no yakōressha (容疑者の夜行列車)
- 2004 – Horie Toshiyuki com Yukinuma to sono shūhen (雪沼とその周辺)
- 2005 – Machida Ko com Kokuhaku (告白) e Yamada Eimi com Fūmizekka (風味絶佳)
- 2006 – Ogawa Yōko com Mīna no Koushin (ミーナの行進)
- 2007 – Yuichi Seirai com Bakushin (爆心)
- 2008 – Natsuo Kirino com Tokyo-jima (東京島)
- 2009 – Prémio não atribuído
- 2010 – Kazushige Abe com Pisutoruzu (ピストルズ)
- 2011 – Inaba Mayumi com Hantō e (半島へ)
- 2012 - Genichiro Takahashi com Goodbye, Christopher Robin
- 2013 - Mieko Kawakami com Ai no Yume to ka
- 2014 - Hikaru Okuizumi com Tōkyō jijoden
- 2015 - Kaori Ekuni com Geckos, Frogs, and Butterflies
- 2016 - Akiko Itoyama